# HNK Grabovac
HNK Grabovac je nogometni klub iz Grabovca, u Baranji. Od 1999. godine se natječe u 2. ŽNL Osječko-baranjskoj, NS Beli Manastir.

## Povijest
U baranjskom nogometu poznat je podatak kako od 1932. godine djeluje ŠK Lastavica u Brestovcu, pustari nedaleko od Grabovca. Klub se natjecao u Osječkom nogometnom podsavezu do početka Drugoga svjetskog rata. Rad kluba obnovljen je 1946. godine pod nazivom NK Jedinstvo Brestovac, a od 1951. godine nosi ime NK Lastavica Brestovac. 1998. godine nakon uspostavljanja hrvatske vlasti na istoku države, klub je registriran pod imenom NK Brestovac Grabovac, a nakon toga bilo je vraćeno prvobitno ime - Lastavica. Od 2013. godine se natječe pod imenom HNK Grabovac.

### Plasmani kluba kroz povijest
| Sezona      | Liga                                                   | Plasman    |
| ----------- | ------------------------------------------------------ | ---------- |
| 1953./54.   | Grupno prvenstvo NP Osijek Grupa II                    | 2. mjesto  |
| 1954./55.   | Grupno prvenstvo NP Osijek Grupa I                     | 6. mjesto  |
| 1955./56.   | Grupno prvenstvo NP Osijek Grupa I                     | 8. mjesto  |
| 1968./69.   | Područna nogometna liga NSP Osijek                     | 12. mjesto |
| 1969./70.   | Područna nogometna liga NSP Osijek                     | 5. mjesto  |
| 1970./71.   | Područna nogometna liga NSP Osijek                     | 4. mjesto  |
| 1971./72.   | Područna nogometna liga NSP Osijek                     | 3. mjesto  |
| 1972./73.   | Područna nogometna liga NSP Beli Manastir              |            |
| 1973./74.   | Područna nogometna liga NSP Beli Manastir              | 3. mjesto  |
| 1974./75.   | Područna nogometna liga NSP Beli Manastir              |            |
| 1975./76.   | Područna nogometna liga NSP Beli Manastir              |            |
| 1976./77.   | Područna nogometna liga NSP Beli Manastir              |            |
| 1977./78.   | Područna nogometna liga NSP Beli Manastir              |            |
| 1978./79.   | Područna nogometna liga NSP Beli Manastir              | 1. mjesto  |
| 1979./80.   | Slavonska nogometna zona – Podravska skupina           | 5. mjesto  |
| 1980./81.   | Slavonska nogometna zona – Podravska skupina           |            |
| 1984./85.   | Međuopćinska nogometna liga – Sjever                   | 1. mjesto  |
| 1985./86.   | Regionalna nogometna liga Slavonije i Baranje – Sjever | 12. mjesto |
| 1999./2000. | 2. ŽNL Osječko-baranjska NS Beli Manastir              | 12. mjesto |
| 2000./01.   | 2. ŽNL Osječko-baranjska NS Beli Manastir              | 13. mjesto |
| 2001./02.   | 2. ŽNL Osječko-baranjska NS Beli Manastir              |            |
| 2002./03.   | 2. ŽNL Osječko-baranjska NS Beli Manastir              | 13. mjesto |
| 2003./04.   | 2. ŽNL Osječko-baranjska NS Beli Manastir              |            |
| 2004./05.   | 2. ŽNL Osječko-baranjska NS Beli Manastir              |            |
| 2005./06.   | 2. ŽNL Osječko-baranjska NS Beli Manastir              |            |
| 2006./07.   | 2. ŽNL Osječko-baranjska NS Beli Manastir              |            |
| 2007./08.   | 2. ŽNL Osječko-baranjska NS Beli Manastir              | 11. mjesto |
| 2008./09.   | 2. ŽNL Osječko-baranjska NS Beli Manastir              | 5. mjesto  |
| 2009./10.   | 2. ŽNL Osječko-baranjska NS Beli Manastir              | 10. mjesto |
| 2010./11.   | 2. ŽNL Osječko-baranjska NS Beli Manastir              | 12. mjesto |
| 2011./12.   | 2. ŽNL Osječko-baranjska NS Beli Manastir              | 11. mjesto |
| 2012./13.   | 2. ŽNL Osječko-baranjska NS Beli Manastir              | 6. mjesto  |
| 2013./14.   | 2. ŽNL Osječko-baranjska NS Beli Manastir              | 7. mjesto  |
| 2014./15.   | 2. ŽNL Osječko-baranjska NS Beli Manastir              | 6. mjesto  |
| 2015./16.   | 2. ŽNL Osječko-baranjska NS Beli Manastir              | 5. mjesto  |
| 2016./17.   | 2. ŽNL Osječko-baranjska NS Beli Manastir              | 3. mjesto  |
| 2017./18.   | 2. ŽNL Osječko-baranjska NS Beli Manastir              |            |